# Chrioloba sectilinea
Chrioloba sectilinea är en fjärilsart som beskrevs av Louis Beethoven Prout 1958. Chrioloba sectilinea ingår i släktet Chrioloba och familjen mätare. Inga underarter finns listade i Catalogue of Life.